# Cuiabano (calciatore)
Cuiabano, pseudonimo di Luis Eduardo Soares da Silva (Cuiabá, 16 febbraio 2003), è un calciatore brasiliano, difensore del Botafogo.

## Carriera
Cuiabano è entrato a far parte del settore giovanile del Grêmio nel 2014, all'età di 11 anni. Il 6 luglio 2022 ha rinnovato il suo contratto fino a dicembre 2024.
Ha esordito in prima squadra il 18 febbraio 2023, giocando titolare nella trasferta del Campionato Gaúcho pareggiata 0-0 contro il São Luiz. Il 21 maggio ha debuttato in Série A sostituendo il compagno Bitello contro l'Internacional e sei giorni più tardi ha segnato il suo primo gol, nella vittoria per 2-1 contro l'Athl. Paranaense.

### Botafogo
Il 20 aprile 2024 il Botafogo annuncia l'acquisto del terzino Cuiabano, ex Grêmio, con contratto fino alla fine del 2027.

## Statistiche

### Presenze e reti nei club
Statistiche aggiornate al 27 maggio 2025.
| Stagione        | Squadra         | Campionato      | Campionato | Campionato | Coppe nazionali | Coppe nazionali | Coppe nazionali | Coppe continentali | Coppe continentali | Coppe continentali | Altre coppe | Altre coppe | Altre coppe | Totale | Totale | Totale |
| Stagione        | Squadra         | Comp            | Pres       | Reti       | Comp            | Pres            | Reti            | Comp               | Pres               | Reti               | Comp        | Pres        | Reti        | Pres   | Reti   |        |
| --------------- | --------------- | --------------- | ---------- | ---------- | --------------- | --------------- | --------------- | ------------------ | ------------------ | ------------------ | ----------- | ----------- | ----------- | ------ | ------ | ------ |
| 2023            | Grêmio          | PD/RS+A         | 1+11       | 0+1        | CB              | 2               | 1               | -                  | -                  | -                  | -           | -           | -           | 14     | 2      |        |
| gen.-apr. 2024  | Grêmio          | PD/RS+A         | 1+2        | 0          | CB              | 0               | 0               | CL                 | 1                  | 0                  | -           | -           | -           | 4      | 0      |        |
| Totale Grêmio   | Totale Grêmio   | Totale Grêmio   | 2+13       | 0+1        |                 | 2               | 1               |                    | 1                  | 0                  |             | -           | -           | 18     | 2      |        |
| apr.-dic. 2024  | Botafogo        | A/RJ+A          | 0+23       | 0+4        | CB              | 4               | 0               | CL                 | 2                  | 0                  | CInt        | 1           | 0           | 30     | 4      |        |
| 2025            | Botafogo        | A/RJ+A          | 6+9        | 0+1        | CB              | 1               | 0               | CL                 | 4                  | 1                  | SdB+RS      | 0+1         | 0           | 21     | 2      |        |
| Totale Botafogo | Totale Botafogo | Totale Botafogo | 6+32       | 0+5        |                 | 5               | 0               |                    | 6                  | 1                  |             | 2           | 0           | 51     | 6      |        |
| Totale carriera | Totale carriera | Totale carriera | 53         | 6          |                 | 7               | 1               |                    | 7                  | 1                  |             | 2           | 0           | 69     | 8      |        |

## Palmarès

### Club

#### Competizioni statali
- Recopa Gaúcha: 1

Grêmio: 2023
- Campionato Gaúcho: 2

Grêmio: 2023, 2024

#### Competizioni nazionali
- Campionato brasiliano: 1

Botafogo: 2024

#### Competizioni internazionali
- Coppa Libertadores: 1

Botafogo: 2024